# Farang
Ne doit pas être confondu avec Farang (film).
 (novembre 2020).
« Farang » est un mot utilisé pour désigner les Occidentaux dans certaines cultures asiatiques.
Ce mot pourrait venir de Francs et serait arrivé en Thaïlande et au Laos via l'Iran et l'Inde.
Khon Farangset (thaï : คนฝรั่งเศส) désigne les Français.
En Thaïlande et au Laos farang  (thai: ฝรั่ง ; API :  [faràŋ]), parfois prononcé falang, désigne les étrangers blancs. Il est dérivé du mot farangset (en thaï : ฝรั่งเศส), qui signifie « français » ou « Français ».
Au Cambodge, le mot s'est transformé en Barang.
En Inde, le mot farang est dit Firangi en Hindi et dans les langues du nord-ouest du pays, tandis qu'en Tamoul et en Malayalam, ce mot se dit Parangi ou Parangiar.
En Iran le mot est employé depuis le Moyen Âge. Saadi, poète iranien du XIIIe siècle, a utilisé le terme farang à deux reprises, une fois dans le Boustân, une fois dans le Golestân (Jardin des roses). Farang désignait alors les pays où vivaient les chrétiens ; les habitants de ces pays étaient appelés les faranguis. Les mots farang et farangui furent couramment utilisés en Iran jusque vers le milieu du XXe siècle et sont encore employés de nos jours.

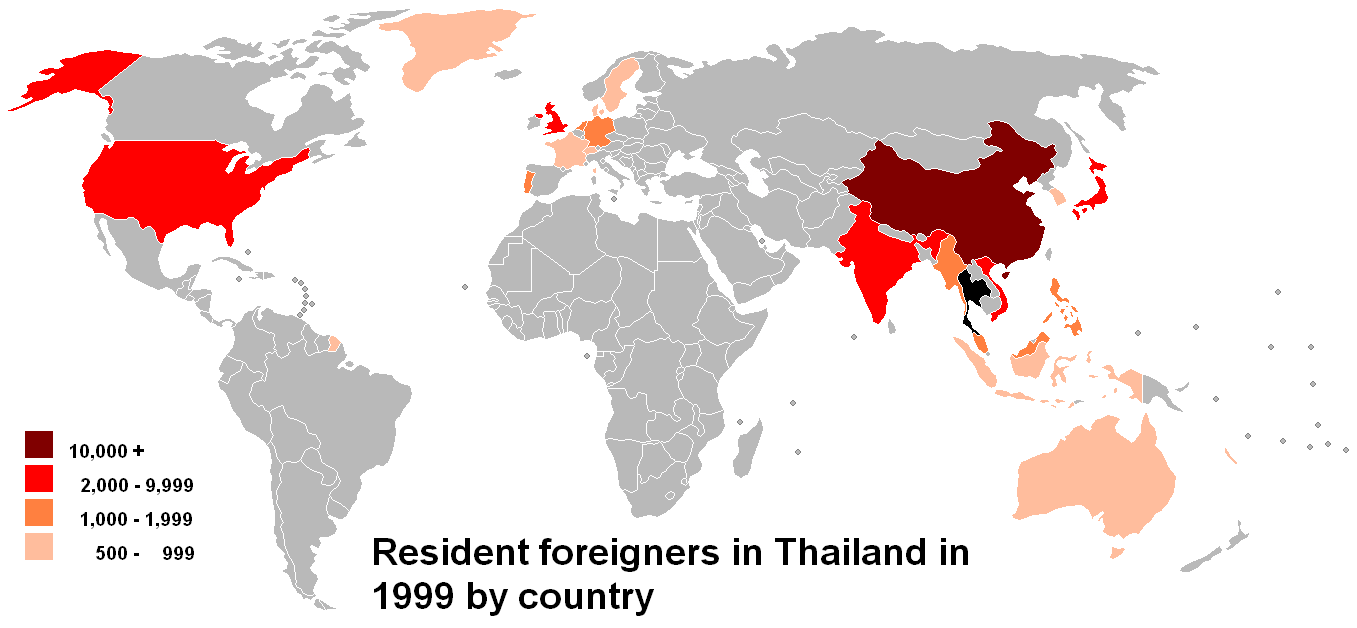